# Monserrat (Valência)
Montserrat (em valenciano e oficialmente) ou Monserrat (em castelhano), também conhecido por Montserrat d'Alcalà em valenciano, é um município da Espanha na província de Valência, Comunidade Valenciana. Tem 45,6 km² de área e em 2021 tinha 8 655 habitantes (densidade: 189,8 hab./km²).

## Demografia
| Variação demográfica do município entre 1991 e 2004 | Variação demográfica do município entre 1991 e 2004 | Variação demográfica do município entre 1991 e 2004 | Variação demográfica do município entre 1991 e 2004 |
| --------------------------------------------------- | --------------------------------------------------- | --------------------------------------------------- | --------------------------------------------------- |
| 1991                                                | 1996                                                | 2001                                                | 2004                                                |
| 2546                                                | 2762                                                | 3386                                                | 4091                                                |